# Prépresse
 (juin 2017).
Si vous disposez d'ouvrages ou d'articles de référence ou si vous connaissez des sites web de qualité traitant du thème abordé ici, merci de compléter l'article en donnant les références utiles à sa vérifiabilité et en les liant à la section « Notes et références ».
Le prépresse (ou préimpression) regroupe l’ensemble des opérations qui précèdent l’impression d’un document. Ces diverses opérations consistent à mettre en page et assembler des documents graphiques afin de produire des plaques d'impression ou autres formes imprimantes qui seront montées sur une presse à imprimer. Les documents graphiques sont assemblés sur ordinateur à l’aide de logiciels de PAO (publication assistée par ordinateur), réservés à cet effet. Les fichiers numériques ainsi assemblés sont ensuite acheminés vers une imageuse à films (CtF) ou à plaques (CtP), ou encore directement à l’imprimante ou la presse dans le cas d’impressions numériques.

## Processus
En pratique, la fabrication est le lien essentiel avec le client. Ce sont les fabricants qui reçoivent les appels et les dossiers à préparer plus ou moins aboutis envoyés par les clients. Les fabricants reçoivent donc une maquette imprimée des pages à traiter, ainsi que le fichier, et éventuellement quelques images ou plus rarement des films à scanner en haute définition. Le client donne ses instructions (par exemple détourer telle image, modifier les reflets d’un objet, retoucher, etc.), puis le fabricant enregistre le dossier dans le serveur et remplit une feuille – appelée dossier de fabrication — détaillant les travaux à effectuer sur le dossier. Ce dernier est ensuite envoyé à la publication assistée par ordinateur qui s’occupe de faire les modifications, et de sécuriser le fichier avant de le renvoyer en fabrication.
Les images sont elles traitées en colorimétrie, afin d'obtenir un rendu proche de ce que désire le client. Le système des réseaux informatiques donne la possibilité d’imprimer directement les fichiers chez le client, ou plus simplement les lui renvoyer par internet, ce qui raccourcit considérablement les délais entre chaque modification. Avant l'avènement des réseaux et de tous les systèmes informatiques, le travail de préparation du document passait uniquement par coursiers, mais à présent ceux-ci sont beaucoup moins utilisés.
Finalement, le fabricant vérifie que tout a bien été effectué, que la page est conforme à la maquette qui en a été donnée, etc. En cas d’erreur ou d’oubli, c’est la fabrication qui est responsable face au client.
Une fois que le jeu des allers-retours du document est achevé et que la version finale est considérée comme la bonne, une épreuve est alors produite. Un coursier est alors chargé de porter le document au client (parfois ce dernier se déplace) qui, s'il est satisfait, le certifiera comme bon à tirer (ou BàT).

## Infographie en préimpression
L’infographie en préimpression est une discipline technique qui fait appel à des compétences permettant la maîtrise des tâches de préimpression suivantes :
- la composition et la mise en page ;
- la reproduction de dessins et logotypes ;
- la numérisation et le traitement d'images en fonction des contraintes d’impression des divers procédés de reproduction ;
- l'étalonnage et le contrôle des tons et des couleurs ;
- le contrôle du chevauchement des couleurs ;
- l’imposition ;
- la production de films et de formes imprimantes ;
- l’analyse du cahier des charges et l'établissement d'un devis estimatif ;
- le contrôle de la qualité en fonction des normes et standards en usage dans l'industrie.

## Acteurs du prépresse
Trois types d'acteurs :
- Opérateurs de petites et moyennes tailles (1 à 10 personnes).
- Services prépresse intégrés aux agences de communication (MRM, MundoCom...).
- Plateformes prépresse indépendantes (Retail Me More, Soluprint, Altavia, Comeback Graphic, GEGM, Diadeis, Prodigious...).